# Tiền lượng tử
Tiền lượng tử là ý tưởng về một loại tiền không thể làm giả, bằng cách ứng dụng vật lý lượng tử do Stephen Wiesner, một nghiên cứu sinh trường Đại học Columbia đưa ra vào cuối những năm 1960. Hiện tại tiền lượng tử vẫn chưa được đưa vào sử dụng do hạn chế về công nghệ, nhưng ý tưởng về nó đã tạo nên một thành trì bất khả xâm phạm trong mật mã học: mật mã lượng tử.